# Melicope zahlbruckneri
Melicope zahlbruckneri är en vinruteväxtart som först beskrevs av Joseph Rock, och fick sitt nu gällande namn av T.G. Hartley & B.C. Stone. Melicope zahlbruckneri ingår i släktet Melicope och familjen vinruteväxter. IUCN kategoriserar arten globalt som akut hotad. Inga underarter finns listade i Catalogue of Life.